# George Godfrey (boxe anglaise)
Pour les articles homonymes, voir George Godfrey.
George Godfrey, de son vrai nom Feab Smith Williams, est un boxeur américain né le 25 janvier 1897 à Mobile, Alabama, et mort le 13 août 1947.

## Carrière
Boxeur professionnel de 1919 à 1937, il a affronté au cours de sa carrière de nombreux champions parmi lesquels Sam Langford, Jack Sharkey, Primo Carnera et Paulino Uzcudun mais n'est jamais parvenu à s'emparer du titre de champion du monde poids lourds.
Il remporte toutefois deux titres mineurs dans cette catégorie : 
- en 1931, la ceinture de champion du monde des hommes de couleur ;
- en 1935, la ceinture IBU (International Boxing Union) face au belge Pierre Charles.

## Distinction
- George Godfrey est membre de l'International Boxing Hall of Fame depuis 2007[2].